# Oberboinghausen
Oberboinghausen ist eine Ortschaft in der Gemeinde Marienheide im Oberbergischen Kreis, Nordrhein-Westfalen, Deutschland.

## Lage und Beschreibung
Der Ort liegt etwa 4,7 km vom Hauptort entfernt.

## Geschichte

### Erstnennung
Im Jahr 1501 wurde der Ort das erste Mal urkundlich erwähnt und zwar „Konrad von Buwynckhuesen wird in einem Testament genannt“. Die Schreibweise der Erstnennung war Buwynckhuesen; dies gilt für Ober- und Unterboinghausen.

## Busverbindungen
Über die im Ort gelegene Haltestelle Oberboinghausen der Linie 399 (VRS/OVAG) ist der Ort an den öffentlichen Personennahverkehr angebunden.